# Mario Labroca
Mario Labroca (Roma, 23 settembre 1896 – Roma, 1º luglio 1973) è stato un compositore e musicologo italiano.
Studia musica con Ottorino Respighi e Gian Francesco Malipiero e si diploma in composizione al conservatorio di Parma nel 1921. Nel 1922 inizia l'attività giornalistica scrivendo per L'Idea Nazionale, Il Tevere, Il lavoro fascista, Scenario e La rassegna musicale. Nel 1923 partecipa con Alfredo Casella e Gabriele D'Annunzio alla fondazione della Corporazione delle Nuove Musiche, che si dedica alla diffusione della musica contemporanea in Italia presentando opere di Béla Bartók, Igor' Fëdorovič Stravinskij e Paul Hindemith, e il Pierrot Lunaire di Arnold Schönberg.
Nel 1927 presenta al teatro Comunale di Bologna una Sinfonia per piccola orchestra. Nel corso degli anni venti compone anche una Suite per pianoforte (1922), la Sonatina per violino e pianoforte (1923), la Suite per viola e pianoforte (1923), un Trio con pianoforte (1926), il primo Quartetto per due violini, viola e violoncello (1923), Tre liriche per canto e pianoforte, le opere per bambini La principessa di Perepepé (1927) e Le tre figliole di Babbo Pallino (1928), un Concerto per pianoforte e orchestra obbligata, un Concerto per violino e pianoforte, e i balletti La mantide religiosa e Il serraglio. Del 1933 è invece il Quartetto n. 2 per archi, presentato al festival di Venezia. Nello stesso anno compone uno Stabat Mater per soprano, coro a 4 voci miste e orchestra.
Dal 1930 dirige il Consorzio italiano dell'opera lirica. Nel 1935 è nominato capodivisione dell'Ispettorato del teatro (poi Direzione generale per il teatro e la musica) nel Ministero della cultura popolare. Nel 1936 diventa sovrintendente del teatro Comunale di Firenze, per il quale organizza le edizioni del Maggio Musicale Fiorentino fino al 1944. Cura la regia de La Cenerentola, portata in tournée in Germania dal maggio nel 1941, Il ritorno d'Ulisse in patria, Il flauto magico. Sovrintendente della Fenice nel 1946-47 (e di nuovo dal 1959 al 1972), diventa poi direttore artistico della Scala di Milano dal 1947 al 1949 e condirettore alla direzione centrale dei programmi della Rai fino al 1958. Nel 1958 e poi ancora nel 1962 è presidente del Consiglio internazionale della musica dell'UNESCO.
Nel frattempo Labroca non rinuncia all'attività di compositore, con le Tre cantate sulla Passione di Cristo per basso, coro e orchestra (1950) e Otto madrigali di Tommaso Campanella (1958). Negli anni cinquanta compone anche musiche di scena per Il corvo di Carlo Gozzi (1953) ed Elettra di Sofocle (1956) e le musiche per il documentario radiofonico Notturno a Cnosso (1953). Il suo libretto d'opera L'usignolo di Boboli è stato musicato da Alexandre Tansman nel 1965.

## Opere

### Saggi
- Malipiero musicista veneziano, Istituto per la collaborazione culturale Venezia-Roma, Venezia, 1957
- Il flauto magico di W. A. Mozart, Firenze, Monsalvato, 1944
- Parole sulla musica, Milano, Ricordi, 1954
- Mario Labroca, Virgilio Boccardi, Arte di Toscanini, Torino, Edizioni RAI, 1966
- L'usignolo di Boboli (cinquant'anni di vita musicale italiana), Venezia, Neri Pozza Ed., 1959